# Нікітенко Олександр Васильович
Олександр Васильович Нікітенко (рос. Никитенко; 12 березня 1805 — 21 липня 1877) — російський історик літератури українського походження.
З родини українських кріпаків, в 1825 році після отримання свободи склав вступні іспити до Петербурзького університету. Закінчив у 1828 році. У 1834—1868 роках був професором кафедри російської літератури того ж університету.
Був членом головного цензурного комітету. У 1842 році дав згоду на видання роману «Мертві душі» Миколи Гоголя.